# Celonites
Celonites är ett släkte av steklar. Celonites ingår i familjen Masaridae.

## Dottertaxa tillCelonites, i alfabetisk ordning[1]
- Celonites abbreviatus
- Celonites afer
- Celonites andrei
- Celonites bergenwahliae
- Celonites capensis
- Celonites clarus
- Celonites clypeatus
- Celonites crenulatus
- Celonites cyprius
- Celonites davidi
- Celonites discretus
- Celonites fischeri
- Celonites foveolatus
- Celonites gariepensis
- Celonites guichardi
- Celonites hamanni
- Celonites hellenicus
- Celonites hermon
- Celonites humeralis
- Celonites hystrix
- Celonites jousseaumei
- Celonites kostylevi
- Celonites kozlovi
- Celonites laetus
- Celonites latitarsis
- Celonites lobeliae
- Celonites longipilis
- Celonites mayeti
- Celonites michaelseni
- Celonites modestus
- Celonites montanus
- Celonites nursei
- Celonites octoannulatus
- Celonites osseus
- Celonites peliostomi
- Celonites persicus
- Celonites phlomis
- Celonites pictus
- Celonites promontorii
- Celonites purcelli
- Celonites rothschildi
- Celonites rudesculptus
- Celonites rugiceps
- Celonites savignyi
- Celonites semenovi
- Celonites spinosus
- Celonites tristiculus
- Celonites tumidiscutellatus
- Celonites turneri
- Celonites wahlenbergiae
- Celonites varipenis
- Celonites wheeleri
- Celonites yemenensis
- Celonites zavattarii